# Oleria agarista
Oleria agarista är en fjärilsart som beskrevs av Cajetan Freiherr von Felder 1862. Oleria agarista ingår i släktet Oleria och familjen praktfjärilar. Inga underarter finns listade i Catalogue of Life.

## Bildgalleri

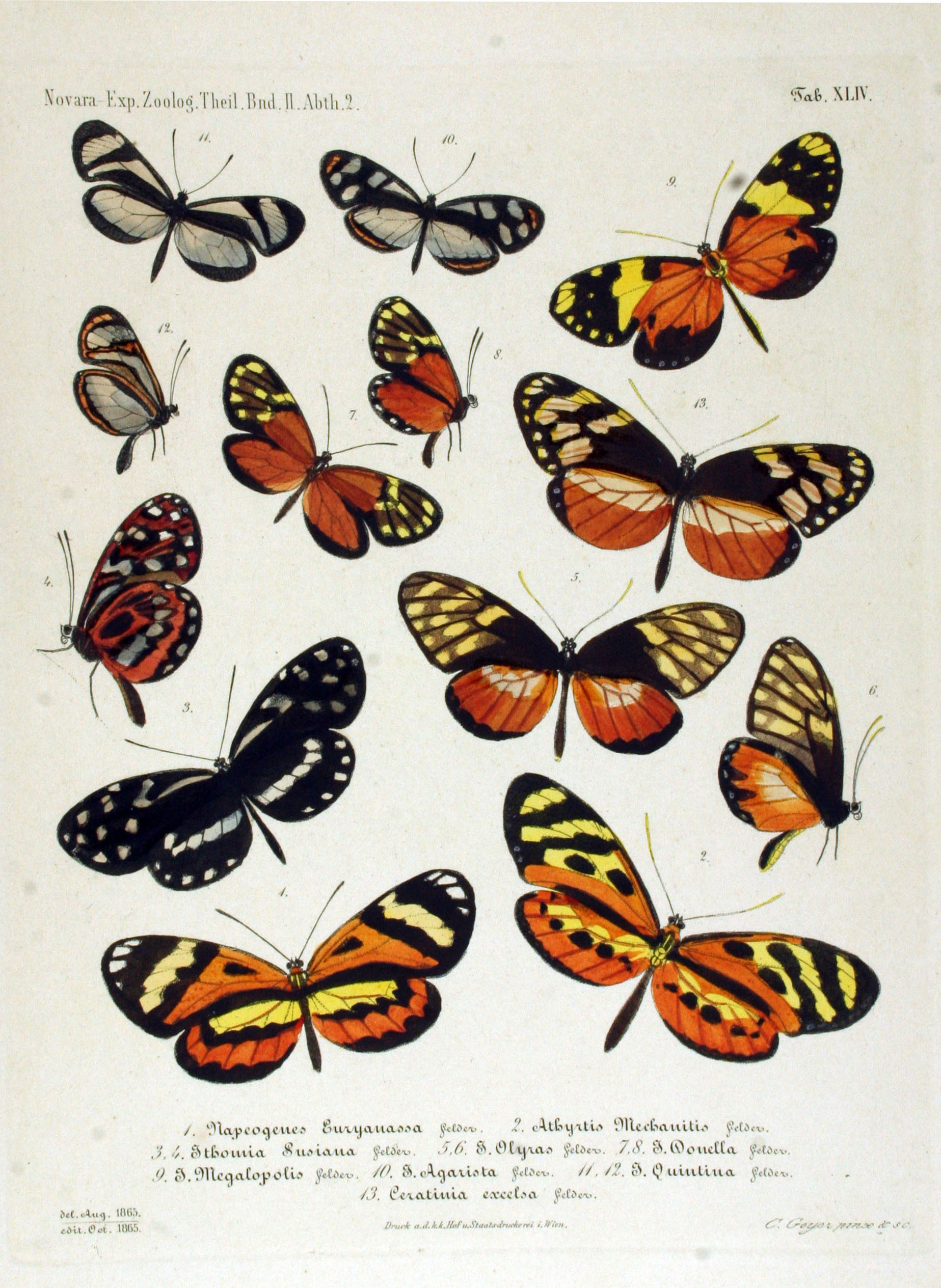